# Калабарі (держава)
Калабарі  — африканське місто-держава в дельті Нігеру, що існувала з XVII ст. Була важливим центром торгівлі. 1900 року стала частиною британського протекторату Нігерський берег. Відома також як Елем Калабарі (Новий Калабар).

## Історія
Обставини та точна дата заснування міста невідомі. Перші згадки відносяться до 1690 року. Утворилося на основі поселень або виокремлення субгрупи калабарі з народу ефік. Держава набула розвитку завдяки торгівлі з європейцями, спочатку провідну роль відігравали португальці, згодом іспанці, голландці, французи та британці.
У 1770 році постала нова династія на чолі із Амачре I (його нащадки є церемоніальними королями до тепер). Протягом XIX ст. боролася з іншими містами-державами — Нембе, Окрікі і Бонні за панування в дельті Нігеру. Втім головним суперником стало окрікі, що мала можливість перекривати шлях до порту Еле Калабарі.
У 1863 році почалася нова війна проти Окрікі та Бонні, яка перервами тривала до 1882 року. 1869 році союзником Калабарі стало місто-держава Опобо, що відкоремилося від Бонні. Лише через втручання британців було укладено мирний договір з ворогуючими державами.
1882 року в самому Калабарі починається боротьба за трон, що тривала до 1884 року. Це лише ослабило державу, оскільки пргравша група Барбой відкоремилася від Калабарі в поселенні Бакана. 1884 року столицю було пеенесено до Букуми. Невдовзі посилився вплив британських консулів, що призвело у 1900 році встановлення протекторату.

## Економіка
Основу становила торгівля. Продавалися європейцям переважно раби, слонова кістка та пальмова олія. У внутрішні області продавалася морська сіль, яку добували в Калабарі. Купувалися металовироби, порох, зброя.